# Idolmaster: XENOGLOSSIA
Idolmaster: XENOGLOSSIA (アイドルマスター XENOGLOSSIA?, Aidorumasutā: Xenoglossia), è una serie anime prodotta dalla Sunrise e basata sul videogioco The Idolm@ster di Bandai Namco. La prima trasmissione televisiva è stata nel 2007 sul canale Kansai TV e in altre TV locali. Grazie al canale web @nifty è stata trasmessa anche su Internet.

## Trama
La serie si incentra sui mecha dalla prospettiva dei piloti, 10 ragazze di professione idol (tra cui anche otto studentesse) che combattono usando questi robot. I robot più grandi vengono chiamati "IDOL" ed i piloti vengono chiamati Idolmasters.
Haruka Amami, inizialmente timida ed impacciata appena arrivata nella grande città di Tokyo cerca di superare un'audizione come cantante singola, ma in seguito si ritroverà alle prese con i robot e con la guerra.

## Personaggi
- Haruka Amami (天海 春香?, Amami Haruka)Doppiatrice: Yuka Iguchi
- Yukiho Hagiwara (萩原 雪歩?, Hagiwara Yukiho)Doppiatrice: Yui Horie
- Iori Minase (水瀬 伊織?, Minase Iori)Doppiatrice: Yukari Tamura
- Yayoi Takatsuki (高槻 やよい?, Takatsuki Yayoi)Doppiatrice: Ami Koshimizu
- Makoto Kikuchi (菊地 真?, Kikuchi Makoto)Doppiatrice: Eri Kitamura
- Ritsuko Akizuki (秋月 律子?, Akizuki Ritsuko)Doppiatrice: Mai Nakahara
- Azusa Miura (三浦 あずさ?, Miura Azusa)Doppiatrice: Tomo Sakurai
- Chihaya Kisaragi (如月 千早?, Kisaragi Chihaya)Doppiatrice: Kaori Shimizu
- Ami Futami (双海 亜美?, Futami Ami)Doppiatrice: Kaori Nazuka
- Mami Futami (双海 真美?, Futami Mami)Doppiatrice: Momoko Saitō
- R.I.F.F.A (リファ?, Rifa)Doppiatrice: Yukana
- Naze Munakata (宗方 名瀬?, Munakata Naze)Doppiatrice: Mamiko Noto
- Naraba Daidō (大道 楢馬?, Daidō Naraba)Doppiatrice: Daisuke Ono
- Sorewa Suzuki (鈴木 空羽?, Suzuki Sorewa)Doppiatrice: Mikako Takahashi
- Chikako Minamoto (源 千佳子?, Minamoto Chikako)Doppiatrice: Naomi Shindō
- Hotaru Yasuhara (安原蛍?, Yasuhara Hotaru)Doppiatrice: Ryōka Yuzuki
- Hibiki Saku (朔 響?, Saku Hibiki)Doppiatrice: Takuma Takewaka
- Karasu (カラス?)Doppiatrice: Akira Ishida
- Joseph Shingetsu (ジョセフ・真月?, Josefu Shingetsu)Doppiatore: Kazuhiro Nakata

## Sigle
Sigle iniziali
"Binetsu S.O.S!!" (微熱S.O.S!!?)
- Cantante: Miyuki Hashimoto
- Parole: Aki Hata
- Composizione: Katsuhiko Kurosu
- Arrangiamento: Kaoru Okubo

"Zankoku yo Kibō to Nare" (残酷よ希望となれ?)
- Cantante: Aira Yūki
- Parole: Aki Hata
- Arrangiamento: Nijine

Sigla finale
"Yūkyū no Tabibito ~ Caro ragazzo" (悠久の旅人～Dear boy?)
- Cantante: Snow*
- Parole: Saori Kodama
- Arrangiamento: Hiroyuki Maezawa

## Episodi
| Nº | Giapponese 「Kanji」 - Rōmaji                            | In onda           | In onda |
| Nº | Giapponese 「Kanji」 - Rōmaji                            | Giapponese        |         |
| 1  | 「上京ペンギン」 - Jōkyō Pengin                          | 2 aprile 2007     |         |
| 2  | 「アイドルのマスター」 - Aidoru no Masuta                | 9 aprile 2007     |         |
| 3  | 「アイドルとマスター」 - Aidoru to Masuta                | 16 aprile 2007    |         |
| 4  | 「餃子とアメリカンドッグ」 - Gyoza to Amerikandoggu      | 23 aprile 2007    |         |
| 5  | 「冷たい手、温かい手」 - Tsumetai te, Atatakai te        | 30 aprile 2007    |         |
| 6  | 「高度二万米(コードニマンメートル)」 - Kōdō niman metoru | 7 maggio 2007     |         |
| 7  | 「ただいま。おかえり。」 - Tadaima. Okaeri.              | 14 maggio 2007    |         |
| 8  | 「コンペイトウ夜話」 - Conpeitō yawa                     | 21 maggio 2007    |         |
| 9  | 「鍵盤」 - Kenban                                        | 28 maggio 2007    |         |
| 10 | 「不協和音【雑音】」 - Fukyūwaon [Zatsuon]               | 4 giugno 2007     |         |
| 11 | 「ニヴルヘイム」 - Nifuruheimu                           | 11 giugno 2007    |         |
| 12 | 「ムスペルヘイム」 - Musuperuheimu                       | 18 giugno 2007    |         |
| 13 | 「501号室」 - 501 gō shitsu                              | 25 giugno 2007    |         |
| 14 | 「なんかうごきづらい」 - Nanka ugoki tsurai              | 2 luglio 2007     |         |
| 15 | 「格納庫天国」 - Gakunōko Tengoku                        | 9 luglio 2007     |         |
| 16 | 「アイドルとアイドル」 - Aidoru to Aidoru                | 16 luglio 2007    |         |
| 17 | 「迷子の兎」 - Maigo no Usagi                            | 23 luglio 2007    |         |
| 18 | 「夜」 - Yoru                                            | 30 luglio 2007    |         |
| 19 | 「サヨナラ」 - Sayonara                                  | 6 agosto 2007     |         |
| 20 | 「かえりみち」 - Kaeri Michi                             | 13 agosto 2007    |         |
| 21 | 「最後の・プリン」 - Saigo no Purin                      | 20 agosto 2007    |         |
| 22 | 「鍵とバット」 - Kagi to Batto                           | 27 agosto 2007    |         |
| 23 | 「RUN!」 - RUN!                                          | 3 settembre 2007  |         |
| 24 | 「復興暦百八年」 - Fukkō Koyomi Hyaku Hachinen           | 10 settembre 2007 |         |
| 25 | 「春の雪」 - Haru no Yuki                                | 17 settembre 2007 |         |
| 26 | 「月とペンギン」 - Tsuki to Pengin                       | 24 settembre 2007 |         |

## Internet radio
Dell'anime c'è stato un adattamento chiamato Haruka and Yayoi in the Spring-style Radio (春香とやよいの弥生式らじお?, Haruka to Yayoi no Yayoishiki Rajio). Attualmente viene visualizzato sul canale Lantis Radio, BEAT☆Net Radio! e Nifty dal marzo 2007.